# Espino (Guárico)
San Juan Bautista de Espino, abreviado Espino, es un pueblo, capital de la parroquia homónima, perteneciente al municipio Leonardo Infante, Guárico. Se halla localizada geográficamente a 150 metros sobre el nivel del mar, cuenta con una población de 4.987 habitantes según censo del 2011. Tiene una temperatura media de 26,6 C˚ y una precipitación media anual de 1200 mm aproximadamente. Se comunica con la Ciudad de Valle de la Pascua a través de la carretera Principal de Corozal, existiendo una distancia de 89 km entre los dos.

## Contexto geográfico
Los límites de la parroquia son los siguientes: por el norte: la línea sur del municipio Infante, que principia en las cabeceras del río Santiago, y se prolonga hasta el río Manapire, aguas abajo de este río, hasta la boca de la quebrada de Mata de Guasdua y de ahí, el curso de la referida quebrada hasta sus cabeceras; luego una recta hasta el paso de Los Aceites, en el caño del mismo nombre. Por el sur: desde la desembocadura del río Iguana, en el Orituco aguas arriba de este río hasta Boca Guárico. Por el este: una línea que parte de las cabeceras del río Santiago y siguiendo al sur, termina en la desembocadura del río Iguana en el Orinoco. Por el oeste: Boca Guárico en el Orinoco, aguas arriba de Apurito y Guariquito, hasta donde desemboca el caño de Mocapra, siguiendo el curso de este caño, aguas arriba, hasta el paso del mismo nombre y de aquí hasta el paso de Los Aceites.

## Antecedentes históricos
La región que comprende el territorio de la parroquia Espino estuvo habitado por comunidades nómadas de las tribus pertenecientes a las etnias palenques, cumanagotos, guamos, guamonteyes y abaricotos de origen caribeño. El crecimiento poblacional de Espino fue espontáneo y rápido, a los primeros 400 habitantes establecidos en la zona, se le sumaron en muy poco tiempo muchos otros. Según una matrícula parroquial del año 1796, elaborada por el padre José Manuel Hidalgo, para ese año había una población establecida en la zona, constituida por 596 habitantes, de los cuales 137 eran niños. Para el año 1801, según información aportada por el padre Juan Pedro Letra, el pueblo de Espino estaba constituido por 37 viviendas, y en el campo había 21 casas. Para ese año la población la constituían 587 habitantes[cita requerida].

## Economía

### Sector agropecuario
La economía está basada principalmente en el sector agropecuario, con grandes sabanas que fomentan la producción de ganado y extensas mesas en la planicie que sirven de producción a través de la siembra de frutos como las patillas y melones, más hacia al sur es favorecido por la población de Parmana, en esta zona hay producción de legumbres y se aprovecha la pesca debido a que esta a las orillas del río Orinoco

### Petróleo y gas
Espino por otra parte, se encuentra en el centro de la Faja Petrolífera del Orinoco y actualmente se encuentran empresas haciendo estudios para la perforación de nuevos pozos, con muchos esfuerzos debido a que el petróleo de la faja es extrapesado.

### Turismo
Es una zona de temporadistas, especialmente para la época Carnaval y Semana Santa, sus numerosos ríos, morichales y paisajes de sabanas, propician balnearios aislados y espacios excelentes para la recreación, entre los más populares en la zona de Rabanal, La Peña y los Hileros de Parmana. Hay que destacar que las vías de penetración se encuentran en mal estados, lo que hace difícil el fomento en este sector de la economía.